# Інтелігентність
Інтелігентність — теоретичний ідеал іманентної людської якості, що полягає у практичному втіленні усебічно розвиненої особистості, актуалізованої у людині-творці.

## Історія поняття інтелігентності
Поняття «інтелігентність» походить від стародавнього латинського слова «intelligence», що означало поєднання прояву вищої культури розуміння та свідомості людини[джерело?]. Феномен протоінтелігентності постає в історії людства ще з часів його цивілізаційного зародження: вже в Античній філософії феномен інтелігентності згадується та починає набувати своєї теоретичної інтерпретації. Спочатку під ним розуміли винятково мислення. У працях Сократа, Арістотеля, Платона інтелігентність вже розглядається у контексті теоретичного ідеалу калокагатії — єдності істини, добра та краси. На вітчизняних теренах інтелігенція ж набуває соціального значення лише в ХІХ ст. Інтелігентність не обмежується рамками суб'єктивного людського «я», а є загальнолюдським соціальним феноменом, конституювання якого є об'єктивним наслідком історичного розвитку людства.
Інтелігентність може розглядатися виключно[чому?] у контексті системи загальнолюдських цінностей[джерело?], що дозволяє констатувати її ціннісну визначеність, гуманістичну спрямованість, а діяльність людини інтелігентної — як діяльність особливого порядку — творчість. Інтелігентність є важливим кроком у процесі еволюції людства, що зроблений у напрямку знаходження істинної сутності людини. Інтелігенція — важлива складова шляху, який являє собою загально-історичний поступ людства та може бути у найзагальнішому вигляді представлений як шлях людства від діяльності до творчості. За характеристикою Б. В. Новікова: «Відправним пунктом цього шляху для діяльності є тваринна інстинктивна життєдіяльність, а його „фінішем“ — той етап розвитку, коли остання постає творчістю у формі практичної всезагальності».
Значний вклад в осмислення феномену інтелігентності привнесла німецька класична філософія.
І. Кант органічно пов'язав пізнавальну здатність людини, — названу ним «інтелігентністю», — з етичним законом. Згідно своєму «пізнавальному» характеру, людина успадковує лишень «практичний розум», при цьому моральність вчинків людини має бути абсолютною, загальною, а тому цілком може бути представлена у вигляді закону.
У філософській традиції Ф. В. Й. Шеллінга розуміння інтелігентності представлене в контексті єдності суб'єктивного та об'єктивного. Історію, на думку філософа, творить не індивідуум, а саме людство.[джерело?]
Поняття «інтелігенція» у гегелівській філософії пов'язується зі «здатністю мати знання за допомогою розуму», оскільки інтелігенція — це теоретичний дух, діяльність теоретичного духу, — «пізнання», — полягає у спогляданні, уяві, згадуванні тощо.
Марксизм вніс гігантський вклад у автентичне, сутнісне розуміння феномену інтелігентності, адже, — вперше у філософській традиції, — інтелігентність починає розглядатися не як суто індивідуальна характеристика, а як персоніфіковане вираження родової сутності людини[джерело?]: «Індивідуальне та родове життя людини не є чимось різним, хоча відповідно до необхідності спосіб існування індивідуального життя буває або більш особливим, або більш всезагальним індивідуальним життям». У традиції марксизму інтелігентність починає набувати контурів потенційної всезагальності: якщо класовий устрій, за умов якого кожна суспільна верства чи клас виражає індивідуальні потреби та інтереси, призводить до протистояння між окремими класами, до непримиримих економічних протиріч між людьми, то інтелігенція (як виразник колективних, загальнолюдських цінностей) має своєю підставою всезагальний інтерес, а тому постає не певним окремим соціальним прошарком, спільнотою або класом, а втіленням інтересів всього народу, роду, людства. Інтелігентність трактується у марксизмі як субстанційна якість колективного суб'єкту: як якість колективної суб'єктності, яка складається із суб'єктностей індивідуальних: конкретних людей. Розглядаючи інтелігентність як історичну самосвідомість народу, Маркс вперше переносить акцент у розумінні інтелігентності на її дійсного соціального носія, агента, продукуючий початок — народ.
Початок ХХ ст. був окреслений більш, аніж очевидним протистоянням соціально-економічного (обґрунтованого у рамках марксистської традиції) та соціально-етичного (підтриманого вітчизняними релігійними філософами) підходів до розуміння інтелігенції. Першим цілеспрямованим дослідженням феномену інтелігентності вітчизняною філософією прийнято вважати «Віхи» — колективну збірку статей, датовану березнем 1909-го року. До неї увійшли праці багатьох вітчизняних науковців та філософів, здебільшого, ідеалістичного спрямування. У ній ми знаходимо імена М. О. Бердяєва, С. М. Булгакова, М. О. Гершензона, Б. О. Кистяковського, А. С. Ланде (Ізгоєва), П. Б. Струвє, С. Л. Франка.
Представники марксизму досліджували інтелігенцію, переважно, крізь призму соціально-економічного підходу. В.І. Ленін та його послідовники закликали інтелігенцію приєднатися до дійсної класової боротьби пролетаріату та стати його ідеологами, рушійною силою соціальних змін та перетворень. У ранніх роботах В.І. Ленін використовував термін «позастанова інтелігенція». Відповідно до його позиції: «Інтелігенція тому і називається інтелігенцією, що найбільш свідомо, найбільш рішуче та найбільш точно відображає та виражає розвиток класових інтересів та політичних угрупувань у всьому суспільстві».

## Теоретичні концепції інтелігентності

### «Ідеологія інтелігентності» О.Ф.Лосєва
О. Ф. Лосєв запропонував теоретичну концепцію «ідеології інтелігентності», відштовхуючись від терміну ідеологія як структуроутворюючого принципу інтелігентності, яка в його інтерпретації означала сукупність моральних властивостей, що відображають зв'язки, з яких складається культура міжсуб'єктних взаємовідносин.
«Ідеологія інтелігентності» Лосєва мала ряд позитивних рис, важливих для теоретичної інтерпретації даного феномену:
1. Феномен інтелігентності у концепції Лосєва фактично вперше був представлений у цілісній сукупності властивостей, у рамках якої кожна окрема з них стає його проявом лише у контексті вираження самої цілісності даної системи
2. «Ідеологія інтелігентності» являла собою теоретичну реконструкцію інтелігентної особистості, у рамках якої підкреслювалась саме специфіка поставання вітчизняної інтелігенції.

«Ідеологія інтелігентності» О. Ф. Лосєва характеризувала вітчизняну інтелігенцію у поєднанні наступних шести її основних рис та властивостей: загостреного почуття соціальної справедливості, хворої совісті, етичного ідеалізму, співчуття як загального принципу ставлення до світу та життя, антиміщанства, громадянськості. Такий чином Лосєв розмежував між собою поняття «інтелігенції» та «інтелігентності». Інтелігентність, відповідно до розуміння Лосєва, розумілася як певна ідеальна конструкція, що сполучає у собі принципи можливих ідеальних варіантів людського розвитку, заснованих на інтересах загальнолюдського благоденства. Інтелігенція ж була представлена як частина суспільства, орієнтована на активну життєву позицію як по відношенню до соціального цілого, так і до самої себе як суб'єкта соціальної творчості.

### «Формула інтелігентності» О.В.Соколова
«Формула інтелігентності» російського дослідника О. В. Соколова[хто?] являє собою математичну рівність: I=(C&V)кт
Вона включає:
- інтелігентність I
- інтелектуальну постійну C, що складається з компонентів освіти і креативності
- етичну змінну V, що передбачає такі якості особистості як гуманізм, альтруїзм, емоції співчуття, совість тощо
- коефіцієнт історичного часу — кт
- & — оператор кон'юнкції.

Соколов стверджував, що вітчизняна інтелігенція є унікальним феноменом, адже сутнісною характеристикою інтелігенції є «не професійна приналежність, а етичні якості та громадська позиція».

### «Гама інтелігентності» В.Д.Косенко
Вітчизняний дослідник В. Д. Косенко[хто?] виділяє сім атрибутивних ознак, іманентних характеристик інтелігентності, органічне поєднання яких дозволяє констатувати наявність інтелігентності як синергії людських якостей у рамках потенціювання та актуалізації людини-творця, а саме:
- інтелектуальна розвиненість як інтегральний показник залучення окремого суб'єкта до загальнолюдського досвіду
- етична досконалість, що виражається у ставленні до кожного «іншого» як до мети і ніколи як до засобу
- естетична міра як вираження почуття прекрасного у ставленні до усього, створеного людським родом
- духовна чесність як концентроване вираження ставлення людини до соціальних процесів
- чуттєва гармонійність як розуміння та осягнення дійсних інтересів та потреб людства
- творчий спосіб буття, що полягає у втіленні на практиці ідеалів користі, істинності, добра та краси
- гуманістична ціннісна система, що проявляється у ставленні до оточуючого світу та характеризується відсутністю розбіжностей між суб'єктом та іншими представниками людства [неавторитетне джерело][6].

«Гама інтелігентності» — це загальна система координат людини, які, — жодним чином не обмежуючи та не звужуючи потенції людини, — стають своєрідним дороговказом у повсякденному житті. Гама інтелігентності — необхідна, але недостатня умова формування якості інтелігентності: ансамбль інтелігентності звучить лише за наявності всіх необхідних для нього «нот», виключення ж будь-якої з них призводить до деформації самого феномену, самої якості інтелігентності.